# Pactactes obesus
Pactactes obesus är en spindelart som beskrevs av Simon 1895. Pactactes obesus ingår i släktet Pactactes och familjen krabbspindlar. Inga underarter finns listade i Catalogue of Life.